# Poród u człowieka
Poród u człowieka (łac. puerperium, partus) – szereg następujących po sobie procesów mających na celu wydalenie z macicy ludzkiego płodu.
Prawidłowy początek porodu rozpoczyna się w 40. tygodniu ciąży, z dopuszczalnym odchyleniem do 14 dni.

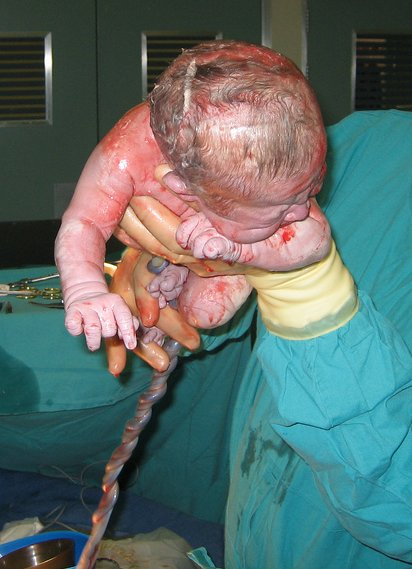
Noworodek przed odpępnieniem

Poród może być postrzegany jako przeciwieństwo śmierci, jako że stanowi początek życia poza organizmem matki. W większości kultur wiek określany jest w odniesieniu do tego właśnie wydarzenia.
Za początek porodu uważa się moment wystąpienia regularnych bolesnych skurczów macicy, którym towarzyszą zmiany zachodzące w szyjce macicy, głównie jej skrócenie i zgładzenie.

## Aspekty medyczne
Gałąź medycyny zajmująca się porodem nosi nazwę położnictwa. Lekarz specjalizujący się w przyjmowaniu porodów to położnik. Jego zadaniem jest wykrywanie potencjalnych patologii porodu wymagających interwencji. Prowadzenie porodu fizjologicznego przebiegającego bez powikłań leży w kompetencjach położnej.
Poród jest naturalnym aktem i w większości przypadków nie należy spodziewać się jego komplikacji. Liczba interwencji podczas porodu powinna być ograniczona do minimum. Każdego roku komplikacje wynikające z ciąży i porodu są przyczyną śmierci około 500 000 kobiet na świecie, około 7 milionów kobiet doświadcza długoterminowych problemów zdrowotnych a aż 50 milionów cierpi z powodu negatywnych zdrowotnych skutków porodu. Większość z tych komplikacji, do których zalicza się m.in. utrudniony poród, krwawienie poporodowe, rzucawka ciążowa oraz infekcja poporodowa następuje w krajach rozwijających się.

### Zwiastuny i objawy porodu
1. Obniżenie dna macicy
- Mniej więcej na 3-4 tygodnie przed porodem dno macicy, które w 36 tygodniu ciąży osiąga łuki żebrowe, obniża się znacznie do wysokości z końca 32. tygodnia ciąży.
- Najczęściej jest to wyraźnie odczuwane przez ciężarne („zmniejszył się ucisk na żołądek”, „oddychanie stało się łatwiejsze i lżejsze”, „czułam, jakby cały brzuch obsunął się do dołu”).
- Obniżeniu macicy najczęściej towarzyszą lekkie skurcze (skurcze okresu obniżania się dna macicy).

2. Wstawianie się główki do wchodu miednicy u pierwiastek
- W ciągu ostatnich 3-4 tygodni główka płodu u pierwiastek traci swoje swobodne ułożenie, przyjmuje ułożenie silnie przygięte (tzw. pierwszy zwrot główki) i wstawia się potylicą mniej lub bardziej głęboko we wchód miednicy.
- Często przed wystąpieniem czynności porodowej można wyczuć punkt prowadzący na wysokości linii międzykolcowej.
- Jeśli u pierwiastki główka płodu w ciągu ostatnich 3-4 tygodni przed terminem porodu nie zstąpiła do wchodu miednicy, to należy podejrzewać, że miednica jest zwężona. Jednak u 1/3 pierwiastek główka płodu nie wstawia się do wchodu miednicy, mimo że nie występuje zwężenie miednicy.

3. Skurcze przepowiadające:
- są to nieregularne skurcze macicy występujące w ciągu ostatnich dni przed porodem, najczęściej nie są odczuwane jako bolesne.

Za bliskim porodem przemawiają:
4. Przemieszczenie się długiej osi szyjki macicy w oś kanału rodnego
5. Dojrzewanie szyjki
- W ostatnich tygodniach przed porodem szyjka staje się miękka, bardziej podatna i bardziej rozciągliwa – staje się „dojrzała”.
- Doświadczenie wykazuje, że macica jest przygotowana do skurczów, jeśli podczas badania przez pochwę stwierdzamy częściowe lub całkowite zgładzenie części pochwowej, a ujście szyjki swobodnie przepuszcza:
  - u pierwiastki jeden palec,
  - u wieloródki dwa palce.
- Są to także objawy bliskiego porodu.

6. Znaczenie
- Odejście krwistego śluzu z pochwy – wydalenie czopa śluzowego zamykającego kanał szyjki (nierzadko można zaobserwować, że wypchnięty czop śluzowy ma jeszcze kształt kanału szyjki macicy – wygląd podobny do papierosa).
- Domieszka krwi pochodzi z naczyń doczesnowych, które zostają uszkodzone podczas rozciągania dolnego odcinka i odklejania przylegających tam błon płodowych.

7. Parcie na pęcherz moczowy w ostatnich tygodniach i dniach przed porodem (także podczas porodu); wynika ze ścisłego sąsiedztwa między maksymalnie przygiętą i nisko stojącą główką a pęcherzem

### Objawy zbliżającego się porodu
Objawy ogólne:
- czasem występujące kołatania serca,
- bóle głowy,
- ogólny niepokój,
- uderzenia krwi do głowy,
- uczucie gorąca,
- nerwobóle uciskowe (najczęściej w okolicy nerwu kulszowego, ale także w obrębie miednicy mniejszej),
- występowanie nawracających bólów okolicy krzyżowej,
- zmniejszenie masy ciała w ciągu ostatnich dni przed porodem, wynoszące 1/2 – l kg (powodem tego jest nagłe zwiększenie się diurezy, co jest oznaką zbliżającego się porodu).

Objawy ze strony przewodu pokarmowego:
- wymioty,
- biegunka,
- brak łaknienia,
- wzdęcia na krótko przed porodem,
- parcie na odbytnicę.

### Okresy porodu

#### Pierwszy etap (okres) porodu
W typowym przebiegu poród u ludzi zaczyna się od delikatnych skurczów mięśni macicy. Pierwsze skurcze pojawiają się cykliczne i dość regularnie co około 10–30 minut i trwają ok. 40 sekund każdy. Czasami już na tym etapie dochodzi do przerwania błon płodowych i wypłynięcia przez szyjkę macicy płynu owodniowego, jednak często na tym etapie błony płodowe pozostają nienaruszone.
W trakcie tego etapu skurcze coraz bardziej się nasilają i stają się coraz częstsze, powodując coraz większy ból. Zazwyczaj, choć nie zawsze, pod koniec pierwszego etapu pojawiają się one co dwie minuty i trwają przez 70–90 sekund.
W trakcie skurczów, wydłużone w czasie ciąży mięśnie macicy zaczynają się kurczyć, zmniejszając jej rozmiary. Proces obkurczania macicy zaczyna się zwykle od jej szczytu i powoli rozszerza się ku dołowi. Po każdym skurczu mięśnie macicy ulegają częściowej relaksacji, ale za każdym razem stają się coraz krótsze. Powoduje to, że szyjka macicy coraz bardziej się rozszerza. Cykliczne skurcze trwają zwykle aż do momentu, gdy średnica otworu szyjki macicy osiągnie przynajmniej 10 cm.
W trakcie tego etapu porodu typowa matka zwykle przechodzi charakterystyczną serię zmian nastroju. Na początku zwykle jest bardzo podniecona. Później, gdy skurcze stają się silniejsze i bardziej bolesne, kobieta staje się skupiona i skoncentrowana. Pod sam koniec etapu większość matek przeżywa rodzaj kryzysu psychicznego objawiającego się silnym lękiem, że poród się nie uda, albo że one go nie wytrzymają. Objaw ten jest tylko dobrym sygnałem, że kończy się już pierwszy etap porodu.
Najprostszym sposobem przyspieszania pierwszego etapu, zazwyczaj najdłuższego w całym procesie porodowym, jest utrzymywanie kobiety w ruchu tak długo jak długo jest ona jeszcze w stanie chodzić. Ruch ten polega zwykle na spacerowaniu, ćwiczeniach rozciągających na piłce lekarskiej, trenowaniu oddechu potrzebnego przy drugim etapie porodu.

#### Drugi etap (okres) porodu
Jest to okres od pełnego rozwarcia ujścia szyjki macicy (z występowaniem bóli partych) do momentu urodzenia dziecka. Nie powinien trwać więcej niż 2 godziny. Przy znieczuleniu zewnątrzoponowym nie powinien trwać dłużej niż 3 godziny.
W drugim etapie płód jest wypychany z brzucha matki przez kanał rodny, poprzez zarówno skurcze macicy, jak i bardzo silne wypychające ruchy przepony (zwane popularnie parciem). Zazwyczaj płód wychodzi z brzucha najpierw głową. Czasami jednak zdarza się nieprawidłowe ułożenie płodu i jako pierwsze na świecie pojawiają się stopy lub pośladki płodu. W polskiej praktyce położniczej, nieprawidłowe ułożenie płodu było natychmiastowym wskazaniem do cięcia cesarskiego. Obecnie jednak uważa się, że w wielu przypadkach poród nieprawidłowo ułożonego płodu jest całkowicie możliwy w normalny sposób.
Rozróżnia się kilka typów nieprawidłowego ułożenia płodu. Najczęstsze to ułożenie pośladkami do dołu z nóżkami podwiniętymi pod brzuszek płodu (tzw. pełne odwrócenie płodu). Ułożenie płodu jest podobne do pełnego odwrócenia, jednak w tej pozycji nogi płodu nie są skurczone, lecz wyprostowane i skierowane w stronę głowy. Niekompletne odwrócenie ma miejsce wtedy, gdy jedna lub obie nóżki płodu są wyprostowane ku dołowi, i to one jako pierwsze ojawiają się w kanale rodnym. Jeszcze innym położeniem jest pozycja obrócona. Płód jest w tej pozycji obrócony bokiem lub twarzą ku plecom matki, na skutek czego w kanale rodnym pojawiają się najpierw rączki lub ramiona płodu. Ta ostatnia pozycja jest przeciwwskazaniem dla porodu naturalnego, gdyż istnieje tutaj duże ryzyko zawinięcia się kończyn płodu w kanale rodnym i jego zaklinowania.
Drugi etap porodu może trwać do 2 godzin u pierworódki (kobiety, która jeszcze nie rodziła) i ok. 30 minut u wieloródki. Etap ten jest najbardziej bolesny i niebezpieczny dla matki i płodu. Często na tym etapie podejmuje się decyzję o cięciu cesarskim, gdy np. dojdzie do zaklinowania płodu w kanale rodnym na skutek złego ułożenia kończyn, albo gdy się okazuje, że główka płodu jest większa od średnicy kanału rodnego.
Natychmiast po porodzie rozpoczyna się proces fizjologicznej adaptacji poporodowej dziecka, który trwa przez pierwsze 2–3 dni od urodzenia, polegający na rozpoczęciu samodzielnego oddychania, zmianach w funkcjonowaniu układu krwionośnego itp.
Stan dziecka po porodzie ocenia się według skali Apgar, która jest oparta na pięciu parametrach. Oceny dokonuje się zwykle po 1, 3, 5 i 10 minutach od porodu. Skala ta pomaga ocenić lekarzowi-położnikowi czy dziecko wymaga natychmiastowej interwencji pediatry, czy też można je bezpiecznie zostawić przy matce.

#### Trzeci etap (okres) porodu

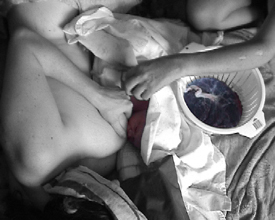
Karmienie piersią w trzecim okresie porodu. Łożysko widoczne w misce (po prawej stronie).

III okres porodu, nazywany także okresem popłodowym lub łożyskowym. Rozpoczyna się po urodzeniu dziecka i obejmuje oddzielenie oraz wydalenie łożyska. Trwa ok. 5-30 min.
Proces oddzielenia łożyska następuje dzięki skurczowi i retrakcji macicy (zmniejsza się powierzchnia wewnętrzna macicy, i dochodzi do odklejenia się łożyska, które nie mając zdolności kurczenia się oraz zmniejszania oddziela się od ściany macicy. W zależności od miejsca usadowienia łożyska, wyróżnia się dwa sposoby jego odklejania:
- sposobem Schultzego – odklejanie rozpoczyna się w środku (centralne odklejenie). Jest to najczęstszy sposób odklejania się łożyska – 80% przypadków. Łożysko rodzi się stroną  płodową. Sposób odklejenia: unosi się środek łożyska, następnie wstawia się do ujścia szyjki, na koniec środek ukazuje się pierwszy w szparze sromu. Temu typowi odklejania towarzyszy mniejsze krwawienie.
- sposobem Duncana – oddzielenie łożyska rozpoczyna się brzeżnie (boczne odklejanie się łożyska). Rzadszy sposób odklejania się łożyska – 20% przypadków. Rodzi się stroną matczyną. Nie wytwarza się krwiak (łożyska nisko umiejscowione). Odklejenie rozpoczyna się w okolicy dolnego brzegu. Postępuje od dołu ku górze. Towarzyszy mu obfitsze krwawienie[5].

Zazwyczaj w tym czasie matka traci nie więcej niż 500 ml krwi. Bardzo ważne jest, aby organizm wydalił całe łożysko, gdyż fragmenty pozostające w macicy po porodzie mogą powodować krwotoki i infekcje. Dlatego położna zawsze sprawdza, czy wydalone łożysko jest kompletne.
Czasami zdarza się, że łożysko nie wychodzi w jednym kawałku, lecz zostało w trakcie wcześniejszych etapów porodu poszarpane na kilka fragmentów. W takim przypadku konieczne jest odessanie wnętrza kanału rodnego i macicy z resztek łożyska.
Dawniej uważano, że łożyska mogą być źródłem substancji leczniczych i były sprzedawane firmom zewnętrznym, głównie kosmetycznym, natomiast aktualnie takich praktyk już się nie stosuje ze względu na ryzyko zakażenia chorobami zakaźnymi (m.in. wirusem HIV, HCV, HBV), a łożysko po porodzie razem z błonami płodowymi jest spalane w spalarni odpadów medycznych szpitala.

### Po porodzie

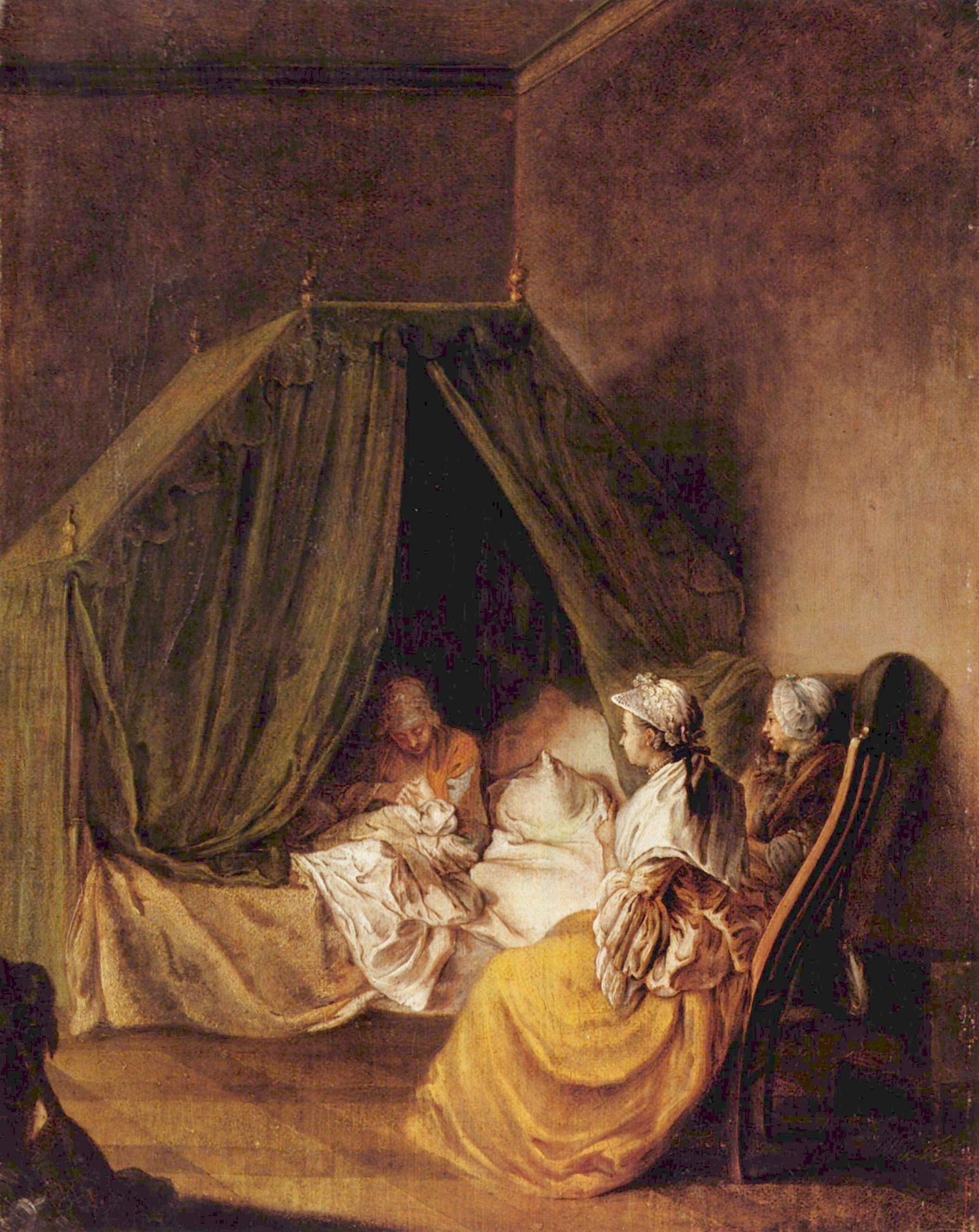
Daniel Chodowiecki, Pokój położnicy, ok. 1770

W większości polskich szpitali jeszcze do niedawna istniał zwyczaj oddzielania matki od dziecka na ok. godzinę, nawet jeśli oboje byli zdrowi po porodzie. W tym czasie matka pozostawała na izbie porodowej pod opieką lekarza położnika, zaś dziecko było transportowane na oddział noworodkowy, gdzie lekarze pediatrzy poddawali je rutynowym testom i obserwacji. Dopiero gdy oboje uznawano za w pełni zdrowych, matka była transportowana na oddział noworodkowy i dostawała dziecko do pierwszego karmienia.
Obecnie coraz częściej odchodzi się od tej procedury, zastępując ją szybką oceną stanu dziecka przez lekarza pediatrę, który jest wzywany natychmiast po pojawieniu się dziecka na świecie (lub nawet nieco wcześniej). Po tej wstępnej ocenie dziecko jest oddawane matce tak szybko jak to tylko możliwe, zaś wszystkie testy (pobranie próbek krwi itp.) są dokonywane na dziecku przytulanym do piersi matki. W tym wariancie oboje pozostają na oddziale porodowym przez ok. godzinę, po czym, o ile nie nastąpiły żadne komplikacje, są razem transportowani na oddział noworodkowy.
Pozostawanie matki przez dwie godziny po porodzie (tzw. wczesny okres połogowy) na oddziale porodowym wynika z faktu, że pierwsze chwile po porodzie mają kluczowe znaczenie dla obserwacji prawidłowego obkurczania się macicy, tamowania ewentualnych krwotoków i kontroli bólu. W tym czasie dokonuje się również zaopatrzenia naciętego wcześniej krocza oraz ewentualnego wyłyżeczkowania jamy macicy.
Przy porodzie metodą naturalną, który miał przebieg bez powikłań i w którym dziecko urodziło się w pełni zdrowe, oboje są zwykle wypisywani ze szpitala po 24–48 godzinach od porodu. W Polsce kobieta i dziecko są wypisywani ze szpitala nie wcześniej niż po upływie 48 godzin od momentu narodzin dziecka. Ma to związek z przeprowadzanymi w 3 dobie życia noworodka badaniami mającymi na celu wykrycie u dziecka ewentualnej fenyloketonurii lub hipotyreozy (wrodzonej niedoczynności tarczycy). W przypadku porodu przez cięcie cesarskie, matka zazwyczaj musi pozostawać w szpitalu przez minimum 5 dni i sama decyduje, czy chce zatrzymać w tym czasie dziecko przy sobie, czy też odesłać je do domu.

### Narodziny w czepku
Jeśli worek owodniowy nie pęknie podczas porodu, płód może urodzić się w nienaruszonych błonach. Mówi się wtedy, że dziecko „urodziło się w czepku”. Czepek nie stanowi zagrożenia i może być łatwo usunięty przez położną. W średniowieczu czepek uznawano za zwiastun szczęścia dla dziecka. W niektórych kulturach wierzono, że chroni przed utonięciem. Często układano go na papierze i zachowywano jako pamiątkę dla dziecka. Obecnie często stosowana (i nie zawsze uzasadniona) praktyka przebijania pęcherza płodowego sprawia, że narodziny w czepku zdarzają się rzadko.

### Znieczulanie
W związku ze względnie dużą wielkością ludzkiej czaszki oraz wynikającym z wyprostowanej postawy kształtem miednicy, poród jest u ludzi trudniejszy i bardziej bolesny dla matki, niż u innych ssaków. Wśród wielu metod ograniczania bólów porodowych są przygotowania psychologiczne, wsparcie emocjonalne, znieczulenie nadoponowe, znieczulenie podpajęczynówkowe, podtlenek azotu, opioidy oraz techniki naturalne, jak technika Lamaze'a czy metoda Bradleya.
Niektóre substancje chemiczne stosowane przy porodzie skutecznie eliminują ból porodowy.

### Powikłania
Nie wszystkie porody przebiegają bez powikłań. W niektórych przypadkach pojawiają się różne komplikacje, które wymagają interwencji lekarza położnika.
Poród powolny – polega na bardzo długim przebiegu pierwszego etapu. Skurcze macicy są zbyt słabe lub występują zbyt rzadko, aby poszerzyć do odpowiednich rozmiarów kanał rodny. Poród powolny przyspiesza się poprzez stosowanie dopochwowych czopków nasączonych prostaglandyną lub stosowaniem kroplówki lub zastrzyków z oksytocyny.
Wycieńczenie porodowe – u dziecka – objawia się zwolnieniem lub wahaniami częstości akcji serca (którą monitoruje się przy pomocy aparatu KTG) oraz charakterystycznymi zmianami składu płynu owodniowego. Wycieńczenie porodowe jest często wskazaniem do nagłego przyspieszenia porodu oksytocyną lub wykonania cięcia cesarskiego.
Brak postępu drugiego etapu porodu – powstaje na skutek zbyt słabych skurczów macicy w tym etapie w wyniku czego główka lub inne części ciała dziecka nie są w stanie przecisnąć się przez otwór rodny. Powoduje to konieczność przeprowadzenie cięcia cesarskiego lub, rzadziej przeprowadzane, zastosowanie technik porodu próżniowego, kleszczowego. Gdy metody te nie są łatwo dostępne, w tym w przypadku braku wykwalifikowanych pracowników, często stosuje się manewr Kristellera.
W przeszłości znaczny odsetek kobiet umierał na skutek zakażenia poporodowego. Współczesny rozwój antyseptyki znacznie zredukował te zagrożenie.
Niespodziewane silne krwawienie podczas lub po porodzie może być śmiertelne w skutkach, jeśli brak jest natychmiastowej fachowej opieki medycznej. Znaczna utrata krwi prowadzi do wstrząsu hipowolemicznego, niedokrwienia najważniejszych organów i do śmierci, jeśli krwawienie nie jest w porę zatamowane i nie zostanie przeprowadzona transfuzja krwi. Wtórna niedoczynność przysadki mózgowej, wywołana zakrzepem w naczyniach przysadki, w wyniku wstrząsu hipowolemicznego nazywana jest zespołem Sheehana. Obecnie ze względu na aktywne zwalczanie wstrząsu
to powikłanie jest wyjątkowo rzadkie.

### Pozycje przy porodzie
Poród od strony techniczno-organizacyjnej może być przeprowadzany na kilka różnych sposobów.
Tradycyjnie w polskich szpitalach poród odbywa się zwykle na specjalnej konstrukcji fotelu porodowym, na którym kobieta jest umieszczana w pozycji półleżącej z nogami uniesionymi lekko do góry i przytroczonymi do specjalnych prowadnic.
W wielu kulturach (np. w Afryce) poród odbywa się tradycyjnie w pozycji kucznej. Kobieta w tej pozycji kurczy się z nogami na ziemi i trzyma się dłońmi żerdzi albo sznura. Pozycja kuczna i inne pozycje pionowe w czasie porodu (stojąca, siedząca, klęcząca) są naturalniejsze od pozycji poziomej na fotelu. Ułatwiają one poród, gdyż dziecko jest w naturalny sposób wypychane z macicy przez siły grawitacji.
W coraz większej liczbie szpitali możliwy jest poród w wodzie, w którym kobieta w drugiej fazie porodu jest umieszczana w specjalnej wannie, w której może przyjmować dość dowolną pozycję. Poród w wodzie jest mniej bolesny i bardziej higieniczny.

### Mechanizmy inicjujące i regulujące akcję porodową

#### Aspekt endokrynologiczny inicjacji akcji porodowej
Inicjacja akcji porodowej odbywa się na drodze endokrynologicznej, gdy aktywowana zostaje oś neurohormonalna podwzgórze-przysadka-kora nadnerczy u płodu. Aktywacja ta z kolei inicjowana jest przez tzw. stres płodowy, tj. fizjologiczne zaburzenia działania bariery łożyskowej w 3. trymestrze, dotyczące m.in. wymiany gazów czy odbierania płodowych metabolitów. Aktywacja płodowej kory nadnerczy wywołuje wzrost produkcji glukokortykoidów (w przypadku kobiet zagrożonych nieterminowym porodem, podaje się ich syntetyczne wersje). Te z kolei przenikają przez barierę łożyskową do krwi matki i inicjują kaskadę reakcji, które ostatecznie prowadzą do powstania prostaglandyn i estradiolu, a te, poprzez wpływ na mięśniówkę dróg rodnych, wywołują skurcze macicy, rozpoczynając akcję porodową.
Aby zaszła jednak akcja porodowa muszą jednak zajść dwie zmiany w drogach rodnych matki:
- muszą powstać połączenia ścisłe pomiędzy komórkami mięśniówki macicy, tak aby dochodziło do systematycznych skurczów; dzieje się to pod wpływem hormonów łożyska;
- tkanka łączna oraz mięśnie gładkie muszą stać się bardziej rozciągliwe, aby wytrzymać mechanicznie poród; dzieje się to wraz z wieloma przemianami hormonalnymi organizmu matki, jednak główny wpływ ma wzrost znaczenia estrogenów nad progesteronem[13];

#### Podtrzymywanie akcji porodowej na drodze sprzężenia zwrotnego dodatniego
Zainicjowane przez hormony skurcze macicy wywołują ucisk główki dziecka na ściany macicy. Ten jest z kolei odbierany przez mechanoreceptory tam się znajdujące, które informacje o tym przekazują do mózgu, który w odpowiedzi na to wywołuje większe skurcze macicy i silniejsze skurcze, przez co płód silniej uciska na ściany dróg rodnych. W ten sposób na zasadzie sprzężenia zwrotnego dodatniego, podtrzymywana jest akcja porodowa.

## Aspekty społeczne
Uczestnictwo ojca przy porodzie jest w czasach dzisiejszych normalną rzeczą. Jednakże do lat 60. XX wieku w większości kultur zarówno ojcowie, jak i inni mężczyźni z wyjątkiem lekarza nie mogli przebywać w miejscu porodu. Do wyjątków od tej reguły należeli m.in. Poleszucy z Polesia. W dawnych czasach w owej kulturze żona rodziła dziecko siedząc na kolanach męża.
Na całym świecie istnieją kultury, w których mężczyźni w czasie porodu swojego dziecka poprzez szereg praktyk i rytuałów współodczuwają wraz z kobietą i wprowadzają się w stan zbliżony do jej stanu. Zjawisko to jest określane mianem kuwady, zaś fenomen występowania u mężczyzn objawów porodu charakterystycznych dla kobiet – zespołem kuwady.
Najstarszą rodzącą kobietą była 70-letnia hinduska Rajo Devi. W grudniu 2008 roku urodziła dziecko w wyniku zapłodnienia in vitro.
9 czerwca 2021 r. odnotowano największy w historii poród. 37-letnia obywatelka RPA Gosiame Tamara Sithole urodziła dziesięcioraczki. Kobieta urodziła siedmiu chłopców i trzy dziewczynki.

## Zagadnienia prawne
Urodzenie się dziecka jest zdarzeniem prawnym. Zgodnie z przepisami prawa polskiego wraz z urodzeniem się nabywa się zdolność prawną. Domniemywa się, że dziecko urodziło się żywe. Urodzenie dziecka podlega obowiązkowi zgłoszenia. Następnie sporządzany jest akt urodzenia. Wyżej wymienione czynności są dokonywane zgodnie z Prawem o aktach stanu cywilnego.
O obywatelstwie noworodka decydują przepisy prawa. W prawie różnych państw działają różne unormowania, oparte na dwu odmiennych zasadach:
- prawo ziemi (łac. ius soli) – zasada przyznawania obywatelstwa według miejsca urodzenia; zasada ta obowiązuje głównie w krajach obu Ameryk. Zgodnie z nią dziecko urodzone w USA otrzymuje automatycznie obywatelstwo amerykańskie;
- prawo krwi (łac. ius sanguinis) – zasada przyznawania dziecku obywatelstwa rodziców; zasada ta obowiązuje w większości państw świata, m.in. w Polsce. Zgodnie z tą zasadą dziecko otrzymuje automatycznie obywatelstwo polskie, jeśli przynajmniej jedno z rodziców jest obywatelem polskim.

Z równoczesnego zastosowania tych reguł teoretycznie wyniknąć może automatyczne nadanie podwójnego obywatelstwa, gdy np. obywatelka Polski urodzi dziecko w USA albo brak jakiegokolwiek obywatelstwa, gdy np. obywatelka USA urodzi dziecko w Polsce. W praktyce większość systemów prawnych (w tym polski) przewiduje instytucje zabezpieczające przed tym niepożądanym zjawiskiem.
W prawie innych państw również istnieją przepisy pozwalające uregulować podobne sytuacje.

## Statystyka
Najwięcej dzieci w Polsce rodzi się w styczniu, co wynika ze zwiększonej liczby poczęć w kwietniu. Następnie systematycznie spada i najmniejsza jest w grudniu. Jednak do lat 60. XX wieku w dniach 1 i 2 stycznia liczba zarejestrowanych urodzeń była trzykrotnie większa niż liczba urodzeń 30 i 31 grudnia, co było prawdopodobnie skutkiem zgłaszania przez rodziców daty urodzenia różnej od rzeczywistej daty urodzenia. Pod koniec XX wieku nie obserwuje się tego, gdyż większość urodzeń odnotowuje się w szpitalach, które mają obowiązek codziennego zgłaszania urodzeń. W ciągu tygodnia najmniej urodzeń odnotowuje się w niedzielę i sobotę, a najwięcej w poniedziałek i piątek, co wynika z organizacji pracy szpitala, tzn. zmniejszonej liczby lekarzy w soboty i niedziele. W poniedziałek występują porody farmakologicznie opóźnione z niedzieli, a w piątek porody przyspieszone przed sobotą i niedzielą.

## Długofalowe skutki porodu
Przeważnie wraz ze wzrostem liczby urodzonych dzieci skraca się długość życia matki, a w wielu społeczeństwach istnieje dodatnia korelacja pomiędzy liczbą urodzonych dzieci a masą ciała matki. Skutkuje to chorobami układu krążenia, cukrzycą, zaburzeniami metabolicznymi (m.in. zaburzenia tolerancji glukozy), rakiem endometrium, pęcherzyka żółciowego, jelita grubego, trzustki i nerek oraz pogorszeniem jakości życia poprzez np. spadek zadowolenia z własnego wyglądu. Niektóre badania sugerują, że urodzenie dziecka po 23 roku życia obniża ryzyko otyłości. W przypadku porodu najczęściej występuje także zespół wycieńczenia matczynego (związek liczby wychowanych dzieci ze złym stanem odżywienia matki i w efekcie zwiększoną podatnością na choroby i skróceniem życia). Wczesne macierzyństwo niesie ze sobą większą szanse zachorowania na raka endometrium.
Wczesne macierzyństwo i posiadanie wielu dzieci obniża ryzyko zachorowania na hormonozależne nowotwory piersi (nawet o 50% dla kobiet z czworgiem albo pięciorgiem dzieci). Z drugiej strony z większą dzietnością wiąże się też podwyższona szansa zachorowania na raka endometrium i jajników.
Poród czasami wiąże się z problemami psychiatrycznymi (np. depresja, demecja, psychoza, zabójstwo noworodka, tokofobia, PTSD). Po rozwiązaniu depresja trwająca od kilku miesięcy do roku występuje u 5-25% kobiet i 1-26% mężczyzn. Obniżenia nastroju po porodzie znanego jako baby blues doświadcza ponad 80% nowych matek.